# كاتارينا توما
كاتارينا توما (بالفنلندية: Katariina Tuohimaa) مواليد 28 أبريل 1988 في هلسنكي، هي لاعبة كرة مضرب فنلندية سابقة. أعلى تصنيف لها في الفردي كان 730. أعلى تصنيف لها في الزوجي كان 481.

## النهائيات

### الفردي (0–1)
| الحصيلة | الرقم | التاريخ        | الدورة                 | الأرضية | المنافس       | النتيجة       |
| ------- | ----- | -------------- | ---------------------- | ------- | ------------- | ------------- |
| الوصافة | 1.    | 20 فبراير 2006 | رامات هاشارون، إسرائيل | صلبة    | ايفيتا جرلوفا | 6–7(7–9), 2–6 |

## روابط خارجية
- كاتارينا توما على موقع رابطة محترفات التنس (الإنجليزية)
- كاتارينا توما على موقع الاتحاد الدولي لكرة المضرب (الإنجليزية)
- كاتارينا توما على موقع كأس بيلي جين كينغ (الإنجليزية)
- كاتارينا توما على موقع خلاصة التنس.كوم (الإنجليزية)